# Odynerus magretti
Odynerus magretti är en stekelart som beskrevs av Giovanni Gribodo.
Odynerus magretti ingår i släktet lergetingar och familjen Eumenidae. Inga underarter finns listade i Catalogue of Life.